# 지식채집프로젝트 베짱이
《지식채집프로젝트 베짱이》는 KBS 2TV에서 방송된 텔레비전 프로그램이다.

## 개요
세상을 좀 더 자세히 알고 싶지만 바쁘고 시간이 없는 당신을 위한 짧고 쉬운 지식다큐.

## 방송 시간
| 방송 채널 | 방송 기간                          | 방송 시간                    | 방송 분량 | 비고      |
| --------- | ---------------------------------- | ---------------------------- | --------- | --------- |
| KBS 2TV   | 2019년 7월 16일 ~ 2019년 10월 15일 | 매주 화요일 밤 11:10 ~ 12:05 | 55분      | 독립 편성 |

## 내레이션
- 이광용
- 김지원
- 서정익 (성우)

## 방영 목록
| 회차 | 방송일           | 제목 (부제)                                                                                             | 시청률 |
| ---- | ---------------- | --- | ------ |
| 1회  | 2019년 7월 16일  | 1. 후쿠시마는 안전한가? 2. 아폴로 11호 3. 촌철살인의 정치인, 노회찬을 그리다                            | 1.7%   |
| 2회  | 2019년 7월 23일  | 1. BTS의 Another Story 2. 디지털포렌식의 정체는? 3. 여성들의 핸드백, 허스토리                           | 1.9%   |
| 3회  | 2019년 7월 30일  | 1. 첨단 소재가 뭐길래? 2. 촌스러움의 진화, 뉴트로! 3. 폭염의 사회학                                     | 0.9%   |
| 4회  | 2019년 8월 6일   | 1. 일본이 말하지 않는 후쿠시마의 진실 2. 한일청구권협정이 뭐길래?! 3. 2019 플라스틱 쓰레기의 경고       | 1.6%   |
| 5회  | 2019년 8월 13일  | 1. 남북의 메신저, 광복절 경축사 2. 모기전쟁 3. 존경하고 사랑하는 국민 여러분                            | 1.4%   |
| 6회  | 2019년 8월 20일  | 1. 나는 한국인의 아내입니다 2. SNS 카.페.인. 우울증 3. 역사의 책임, 일본인이 말하다                     | 1.2%   |
| 7회  | 2019년 8월 27일  | 1. 이모티콘, 감정대리를 부탁해 2. 반려견 고령화 3. 고기 없는 고기? 대체 육(肉)                          | 1%     |
| 8회  | 2019년 9월 3일   | 1. 조국 딜레마 2. 맥주, 세상을 바꾸다                                                                   | 1.8%   |
| 9회  | 2019년 9월 10일  | 1. 논란의 베스트셀러, 반일종족주의 2. 한일 무역전쟁, 일본은 지금 3. 자물쇠의 비밀                       | 1.8%   |
| 10회 | 2019년 9월 24일  | 1. 후쿠시마 피난민의 고백 2. 청년작가 정상규 3. 한반도의 지진 시계, 지금 몇 시인가                      | 0.9%   |
| 11회 | 2019년 10월 1일  | 1. 2019 대한민국 트로트에 빠지다 2. 야생동물이 아스팔트 위에 선 이유는? 3. 소유보다 경험! 구독하며 산다 | 1.4%   |
| 12회 | 2019년 10월 8일  | 1. 감시자를 감시하라, 검찰개혁 2. 분양가 상한제 3. 우연하고 위대한 발견, 매장문화재                     | 1.4%   |
| 13회 | 2019년 10월 15일 | 1. 금보다 비싼 종자 2. 개, 인간의 마음을 치유하다 3. 30년 미제를 풀다, 과학수사                         | 1.3%   |

## 편성 변경 및 참고사항
- 2019년 9월 17일 : 스페셜 방송으로 대체되었다.